# Robot domestique
Un robot domestique est un robot de service personnel utilisé pour des tâches ménagères. On estime à 3 540 000 le nombre de robots domestiques en 2006, avec une estimation de 950 000 robots industriels.

## Domaines d'utilisation
Les robots domestiques sont utilisés par exemple en vaisselle, en repassage, en nettoyage et en cuisine. Ils peuvent également être utilisés dans le domaine de la restauration et dans la construction. Enfin, ils existent également des robots permettant de nettoyer les piscines

## Fonctions
- Autonomie en énergie : batteries dans le corps.
- Autonomie en intelligence artificielle.

## Types de robots domestiques

### Entretien de la maison

#### Nettoyage des sols
Ils aspirent la poussière, les miettes, les poils d’animaux et autres débris présents sur les sols durs ou les tapis, grâce à des brosses rotatives et une puissante aspiration comparable, pour certains à celle d’un aspirateur traditionnel. Ils sont équipés de capteurs (infrarouges, ultrasons, LIDAR) qui leur permettent de se repérer dans l'espace et effectuer leur mission. Ils sont le plus souvent pilotables sur une application sur smartphone ou grâce à une télécommande. Ils peuvent parfois être intégrés à un système domotique. 

#### Robots lave-vitres
Les robots lave-vitres sont conçus pour automatiser l’entretien des surfaces vitrées, qu’il s’agisse de fenêtres, de baies vitrées ou de miroirs. Ils se fixent solidement à la vitre grâce à des systèmes d’adhérence, tels que des ventouses puissantes ou des aimants, ce qui leur permet de travailler en position verticale sans risque de chute. Dotés de capteurs, ces robots détectent les bords, la saleté et les obstacles. Le nettoyage est assuré par des tampons microfibres ou des chiffons spéciaux qui frottent la surface, parfois accompagnés d’un système de pulvérisation d’eau pour éliminer les taches tenaces. Les robots lave-vitres planifient leur trajet de manière intelligente (en zigzag, en spirale ou selon d’autres schémas), afin de couvrir toute la surface à nettoyer. Ils sont généralement pilotables via une télécommande ou une application mobile, et certains modèles intègrent des programmes automatiques ou des fonctions de répétition pour un nettoyage approfondi. Enfin, ils fonctionnent de manière autonome sur batterie et retournent à leur point de départ ou s’arrêtent automatiquement une fois la tâche terminée ou la batterie faible.

### Entretien du linge
Les robots dédiés à l’entretien du linge visent à automatiser l’ensemble du processus, du tri au lancement du cycle de lavage. Ils sont capables de détecter les vêtements à laver, de les saisir et de les insérer dans le tambour de la machine à laver. Grâce à des algorithmes avancés de perception, ils identifient les plis sur les tissus, ajustent leur prise pour manipuler différents types de vêtements, et s’assurent que le linge est bien inséré dans la machine. Ils peuvent également interpréter les interfaces utilisateur des lave-linge, sélectionner le programme de lavage adapté et lancer le cycle. Certains prototypes sont capables de corriger la position des vêtements qui dépassent du tambour, grâce à des techniques de détection optique et de manipulation robotique. L’objectif est de rendre la gestion du linge totalement autonome, sans intervention humaine.
D’autres robots ou appareils automatisent le repassage et parfois le pliage du linge. Ces dispositifs utilisent la vapeur, la chaleur ou des systèmes de pression pour défroisser les vêtements, éliminer les plis et, dans certains cas, les plier de manière uniforme. Ils sont conçus pour traiter différents types de textiles et proposer des résultats constants, facilitant ainsi le rangement du linge propre.

### Tonte du gazon
Les robots tondeuses prennent en charge la coupe régulière de la pelouse. Ils se déplacent de manière autonome dans le jardin, détectent les obstacles grâce à leurs capteurs et adaptent leur trajectoire en conséquence. Ils coupent l’herbe à une hauteur prédéfinie et peuvent retourner automatiquement à leur station de charge lorsque la batterie est faible. Leur programmation permet de définir des plages horaires de fonctionnement et des zones à tondre, ce qui rend l’entretien du jardin moins contraignant pour l’utilisateur.

### Sécurité et Surveillance
Les robots de sécurité et de surveillance sont équipés de capteurs de mouvement, de caméras et parfois de microphones. Ils patrouillent dans l’habitat ou surveillent des zones définies, détectant toute activité inhabituelle, comme une intrusion ou un bruit suspect. En cas d’anomalie, ils peuvent alerter les occupants via une application mobile et transmettre des images ou des vidéos en temps réel. Certains modèles sont également capables d’enregistrer en continu ou de déclencher une alarme sonore.

### Assistance et compagnie
Certains robots domestiques sont conçus pour interagir avec les membres du foyer. Ils peuvent tenir compagnie, proposer des rappels (prise de médicaments, rendez-vous), aider à la communication (appels vidéo, messagerie) ou encore surveiller des personnes vulnérables. Grâce à l’intelligence artificielle et à la reconnaissance vocale, ils s’adaptent aux besoins de leurs utilisateurs et peuvent également servir d’assistants pour la gestion des objets connectés de la maison.

### Cuisine et préparation des repas
Les robots de cuisine automatisent des tâches telles que le mélange, le pétrissage, la cuisson ou la découpe des aliments. Ils peuvent suivre des recettes programmées, peser les ingrédients, ajuster la température et le temps de cuisson, et parfois préparer des plats complets de façon autonome. Ces robots facilitent la préparation des repas et réduisent le temps passé en cuisine,.